# Ânkhefenkhonsou
| S34 | N35 · Aa1 · I9 | N35 · Aa1 · N35 | M23 |

| S34 | N35 · Aa1 · I9 | N35 · Aa1 · N35 | M23 |

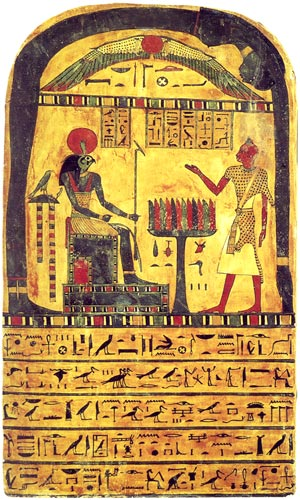
Ânkhefenkhonsou, à droite sur la stèle du Caire 9422

Ânkhefenkhonsou est un prêtre du dieu Montou qui vivait à Thèbes à la fin de la XXVe, début de la XXVIe dynastie. Il est le fils de Besenmout et Taneshet. Son nom, Ânkh-ef-en-Khonsou, qui signifie « Il vit pour Khonsou », est courant durant la Troisième Période intermédiaire et à la Basse époque.
La stèle d'Ânkhefenkhonsou (Le Caire 9422 A, anciennement Bulaq 666) est une stèle en bois peint, découverte en 1858, au temple funéraire d'Hatchepsout à Deir el-Bahari par Auguste Mariette. Ânkhefenkhonsou est le personnage debout sur la droite.